# 諏訪神社 (岐阜市日野)
諏訪神社（すわじんじゃ）は、岐阜県岐阜市にある神社。

## 概略
創建時期は不詳。弘治元年（1555年）創建の説がある（（正徳元年（1711年）に厚見郡日野村の役人が提出した書類による）。
1993年（平成5年）に岐阜県神社庁より銀幣社の指定を受ける。

## 祭神
- 建御名方神

## 境内社
- 春日神社
- 八幡神社

## 文化財
獅子頭
- 長さが41.0cm、幅35.5cm、高さ21.5cmの獅子頭。一部は欠損している[2]。舌の裏側に銘文に嘉元四年（1306年）の年号が記されており、鎌倉時代末期の物である[2]。
- 1972年（昭和47年）3月17日、岐阜県重要文化財に指定されている[2]。

## 所在地
- 岐阜県岐阜市日野北1丁目6-5